# Congrés Internacional de Matemàtics de 1978
El Congrés Internacional de Matemàtics de 1978 va ser el divuit Congrés Internacional de Matemàtics, celebrat en Hèlsinki, Finlàndia del 15 d'agost al 23 d’agost de 1978.
Hi havia 3038 socis ordinaris registrats i més de 900 socis acompanyants. Van assistir a conferències i seminaris alguns matemàtics no registrats. Les activitats matemàtiques del Congrés van tenir lloc al centre de Hèlsinki.

## Lloc
Abans que Finlàndia s'oferís a ser l'amfitrió del Congrés, s'havia aconseguit el suport del govern finlandès. El Congrés va ser especialment honrat pel fet que el Dr. Urho Kekkonen, president de Finlàndia, va consentir ser-ne el patró.
Finlandia Hall va ser el lloc on es van obrir i es van pronunciar les conferències de cloenda, així com els informes sobre el treball dels medallistes Fields i les conferències plenàries d'una hora.
L'Ajuntament de Hèlsinki va celebrar dues recepcions per als participants la tarda del 16 d'agost i el 17 d'agost a l'Ajuntament. Van ser necessàries dues recepcions ja que l'Ajuntament no era prou gran per reunir tots els participants en un únic acte.

## Cerimònia d'apertura
Les cerimònies d'obertura del Congrés de Hèlsinki van tenir lloc al Saló Finlàndia el 15 d'agost de 1978, a les 9.30. Després d'una actuació musical de l'Orquestra Filharmònica de Hèlsinki, el professor Deane Montgomery, president de la Unió Matemàtica Internacional, va obrir els actes proposant que el professor Olli Leh fos escollit president del Congrés per aclamació.

## Aspectes científics
Deane Montgomery, president del comitè de medalles Fields, va presentar las medallas Fields.
Pierre Deligne, Charles Fefferman, Grigori Margulis i Daniel Quillen van guanyar la Medalla Fields.

## Afer Margulis
Grigori Margulis va guanyar la medalla Fields, però no se li va permetre viatjar a Hèlsinki per acceptar-la en persona, suposadament per l'antisemitisme contra els matemàtics jueus a la Unió Soviètica.